# Maggie Cheung

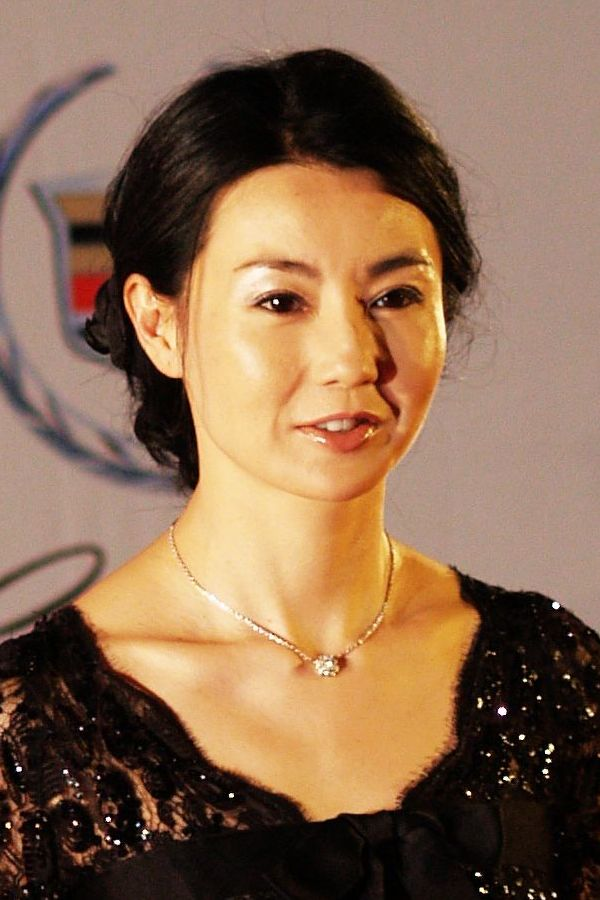
Maggie Cheung auf der SIFF 2007

Maggie Cheung (eigentlich: Cheung Man-yuk, chinesisch 張曼玉 / 张曼玉, Pinyin Zhāng Mànyù, Jyutping Zoeng1 Maan6juk6*1; * 20. September 1964 in Hongkong) ist eine chinesische Schauspielerin, die vor allem durch Charakterrollen bekannt wurde.

## Leben
1972 zog sie im Alter von acht Jahren mit ihrer Familie von Hongkong nach England. Sie lebte in einer Kleinstadt in der Grafschaft Kent, wo sie auch zur Schule ging. Sie fühlte sich in England nie so recht wohl, auch als einzige Asiatin an ihrer Schule. Zudem langweilte sie das eher ruhige und ländlich geprägte Leben in Kent.
Mit 17 Jahren ging sie zurück nach Hongkong. Dort arbeitete sie zunächst als Fotomodell und trat in Werbefilmen auf. 1983 belegte sie beim Schönheitswettbewerb Miss Hong Kong den zweiten Platz. Es war der Ausgangspunkt für ihre Filmkarriere.
Maggie Cheung war von 1998 bis 2001 mit Olivier Assayas verheiratet. Von 2007 bis 2011 war sie mit dem Architekten Ole Scheeren liiert. Sie lebt in Peking.

## Karriere
Sie hat seit 1984 in mehr als 80 Filmen unterschiedlicher Genres (Komödie, Wuxia, Thriller, Drama) mitgewirkt und bis zu sechs Filme pro Jahr gedreht. Obwohl sie keine formelle Schauspielausbildung genossen hat, gilt sie als eine der besten Charakterdarstellerinnen des Hongkong-Kinos. Sie gewann zahlreiche Preise auf Filmfestivals.
Ihr erster Film, Behind the Yellow Line von 1984, konnte die Kritik nicht besonders beeindrucken. Den Durchbruch zum Filmstar hatte sie mit ihrer Rolle als Freundin von Jackie Chan in Police Story von 1985.
In dem Film As Tears Go By (1989) von Wong Kar-Wai spielte sie die Rolle der Ah Ngor, die sich in ihren Cousin, den Gangster Wah, verliebt. In Wongs Film Days of Being Wild durfte ihre Figur sich in den Herzensbrecher Yuddy (Leslie Cheung) verlieben.
In den 1990er Jahren spielte Maggie Cheung auch in vielen Wuxia-Filmen mit, darunter The Iceman Cometh (1989), New Dragon Gate Inn (1992), Heroic Trio (1993), Green Snake (1993) und Ashes of Time (1994, ebenfalls von Wong Kar-Wai). Im Gegensatz etwa zu Michelle Yeoh führt sie Stunts und Kämpfe nicht selbst aus, sondern wird in den meisten Action-Szenen dieser Filme gedoubelt.
Maggie Cheung sieht sich eher als Charakterdarstellerin. Als sie in der zweiten Hälfte der 90er-Jahre aufgrund ihrer Bekanntheit die Rollen selbst aussuchen konnte, bevorzugte sie vor allem Dramen, so beispielsweise Comrades, almost a Love Story (1996). In diesem Film spielt sie Qiao-Li, eine Immigrantin aus der Volksrepublik China, die sich unglücklich in Xiao-Jun Li (gespielt von Leon Lai) verliebt, der ebenfalls aus der VR China nach Hongkong auswanderte. Chinese Box aus dem Jahr 1997 behandelt ein ähnliches Thema. Auch dieser Film ist ein Liebesdrama, das sich vor dem Hintergrund der Übergabe Hongkongs an die VR China im Jahr 1997 abspielt.
In dem französischen Film Irma Vep (1996) spielte Maggie Cheung sich selbst. In der Filmhandlung wird sie von dem fiktiven Regisseur Rene Vidal gecastet, um in einer Neuverfilmung der Stummfilmserie Les Vampires von 1915 die Hauptrolle zu spielen. Dazu kommt es aber nicht, denn Vidal erleidet einen Nervenzusammenbruch. Dieser Film von Olivier Assayas behandelt die Schwierigkeiten einer Filmproduktion. In vielen Dialogen geht es auch um die Unterschiede zwischen dem eher „oberflächlichen“ Hongkong-Kino und der französischen Nouvelle Vague, die hier als altmodisch und antiquiert dargestellt wird.
In den folgenden Jahren spielte sie nur noch in wenigen Filmen mit, so beispielsweise in dem vielfach ausgezeichneten Werk von Wong Kar-Wai, In the Mood for Love (2000). Der Film gewann beim Filmfestival von Cannes zwei Preise.
In the Mood for Love spielt im Hongkong der 60er Jahre. Regisseur Wong wollte die Zuschauer in eine längst vergangene Zeit versetzen, in die Zeit, als er selbst in dieser Stadt aufgewachsen ist. Maggie Cheung spielt Su Li-zhen, die fast zeitgleich mit dem Zeitungsredakteur Chow Mo-wan in eine Wohnung der Shanghai-Community zieht. Schon bald müssen sie feststellen, dass ihre jeweiligen Ehepartner ein Verhältnis miteinander haben. Aus Enttäuschung und aufgrund von Schuldgefühlen können sie selbst aber, obwohl sie sich zueinander hingezogen fühlen, nicht dazu entschließen, ihre Gefühle füreinander auch zu leben. Wichtiger als die Handlung des Films scheint die von Wong Kar-Wai vor allem mit filmischen Mitteln und einer entsprechenden Musik erzeugte melancholische Stimmung.
In the Mood for Love entstand ohne ein genaues Drehbuch. Die Schauspieler wurden gebeten, entsprechend den Vorgaben des Regisseurs zu improvisieren. Cheung empfand dies als sehr anstrengend. Da Wong ständig neue Szenen einfielen und auch aufgrund von anderen Verzögerungen, erstreckten sich die Dreharbeiten über mehr als zwei Jahre.
Im Jahr 2002 spielte Cheung in dem Wuxia-Film Hero die Attentäterin Fliegender Schnee. Der Film spielt in der Zeit der Streitenden Reiche. Weitere Filme folgten, darunter Clean (2004), wiederum von Olivier Assayas. Für das Porträt eines ehemals drogenabhängigen Rockstars, der um das Sorgerecht seines Kindes kämpft, gewann Maggie Cheung 2004 als erste asiatische Schauspielerin den Darstellerpreis auf dem Filmfestival von Cannes; zudem war sie in der Kategorie Beste Hauptdarstellerin für den französischen César nominiert. Ihr nächster Film, wieder unter der Regie von Kar-Wai, 2046 (2004), war die Fortsetzung von In the Mood for Love.
2007 wurde Maggie Cheung in die Wettbewerbsjury der 60. Filmfestspiele von Cannes berufen.
2017 wurde sie in die Academy of Motion Picture Arts and Sciences aufgenommen, die jährlich die Oscars vergibt.

## Filmografie
HKE = Englischer Titel des Films in Hongkong laut IMDb oder anderen Quellen
* = möglicherweise nicht der offizielle Verleihtitel auf Englisch
| - 1984: 緣份, yuán fèn (Behind the Yellow Line, HKE) - 1985: 摩登仙履奇緣, mó dēng xiān lǚ qi yuán (Modern Cinderella*) - 1985: 警察故事, jǐngchá gùshì (Police Story, HKE) - 1985: 聖誕奇遇結良緣, Shèng dàn qi yù jiē liáng yuán (It's a Drink, It's a Bomb, HKE) - 1986: 玫瑰的故事, méiguī de gùshì (Lost Romance, HKE) - 1986: 開心鬼撞鬼, kāi xīn guǐ zhuàng guǐ (Happy Ghost 3, HKE) - 1986: 原振俠與衛斯理, yuán zhèn xiá yú wèi sī lǐ (The Seventh Curse, HKE) - 1987: 天賜良緣, tiān cì liáng yuán (Sister Cupid*) - 1987: 心跳一百, xīn tiào yī bǎi (Heartbeat 100, HKE) - 1987: 精裝追女仔, jīng zhuāng zhuī nǚ zī (The Romancing Star, HKE) - 1987: A計劃續集, A jìhuà xù jí (Project A Part 2, HKE) - 1987: 黃色故事, huáng sè gùshì (The Game They Called Sex, HKE) - 1988: 應召女郎1988, yīng zhào nǚ láng 1988 (Call Girl 1988, HKE) - 1988: 愛的逃兵, ài de táo bīng (Love Soldier of Fortune, HKE) - 1988: 過埠新娘, guò bù xīn niáng (Paper Marriage, HKE) - 1988: 雙肥臨門, shuāng féi lín mén (Double Fattiness, HKE) - 1988: 旺角卡門, wàngjiǎo kǎmén (As Tears Go By, HKE) - 1988: 南北媽打, nán běi mā dǎ (Mother vs. Mother*) - 1988: 月亮星星太陽, yuè liàng xīng xīng tài yáng (Moon, Star, Sun*) - 1988: 求愛敢死隊, qiú ài gǎn sǐ duì (How to Pick Up Girls, HKE) - 1988: 警察故事續集, jǐngchá gùshì xù jí (Police Story 2, HKE) - 1988: 肥貓流浪記, féi māo liú làng jì00 (The Beloved Son of God, HKE) - 1988: 流金歲月, liú jīn suì yuè (Last Romance, HKE) - 1989: 小小小警察, xiǎo jǐngchá (Little Cop*) - 1989: 不脫襪的人, bù tuō wà de rén (A Fishy Story, HKE) - 1989: 再見王老五, zài jiàn wáng lǎo wǔ (The Bachelor's Swan Song, HKE) - 1989: 我要富貴, wǒ yào fù guì (My Dear Son*) - 1989: 求愛夜驚魂, qiú ài yè jīng hún (In Between Loves*) - 1989: 急凍奇俠, jí dòng jī xiá (The Iceman Cometh, HKE) - 1989: 神勇雙妹嘜, shén yǒng shuāng mèi mà (Double Causes Trouble*) - 1990: 人在紐約, rén zài niǔ yuē (Vollmond in New York*) - 1990: 三人新世界, sān rén xīn shì jiè (Heart into Hearts, HKE) - 1990: 客途秋恨, kètú qiūhèn (Lied der Verbannung) - 1990: 紅場飛龍, Hóng Cháng fēi lóng (Dragon from Russia, HKE) - 1990: 愛在別鄉的季節, ài zài bié xiāng de jì jié (Farewell China, HKE) - 1990: 滾滾紅塵, gǔngǔn hóngchén (Red Dust, HKE) - 1991: 阿飛正傳, ā fēi zhèng zhuàn (Days of Being Wild, HKE) - 1991: 志在出位, zhì zài chū wèi (Today's Hero*) | - 1991: 富貴吉祥, fù guì jí xiáng (The Perfect Match, HKE) - 1991: 黑雪, hēi xuě (Will of Iron) - 1991: 雙城故事, shuāng chéng gù shì (Alan & Eric – Between Hello & Goodbye) - 1992: 白玫瑰, bái méi guī (Story of a Rose, HKE) - 1992: 阮玲玉, Ruǎn Lingyù (Centre Stage, HKE) - 1992: 家有喜事, jiā yǒu xǐ shì (All's Well, Ends Well, HKE) - 1992: 真的愛妳, zhēn de ài nǐ (True Love*) - 1992: 新龍門客棧, xīn lóng mén kè zhàn (New Dragon Gate Inn, HKE) - 1992: 嘩! 英雄, huā! yīng xióng (What a Hero!*) - 1992: 雙龍會, shuāng lóng huì (Twin Dragons, HKE) - 1992: 警察故事3: 超級警察, jǐngchá gùshì 3: chāojí jǐngchá (Police Story 3, HKE) - 1992: 千面天王, qiān miàn tiān wáng (Millionaire Cop, HKE) - 1993: 戰神傳說, zhàn shén chuán shuō (Moon Warriors, HKE) - 1993: 赤腳小子, chì jiǎo xiǎo zi (The Bare-Footed Kid, HKE) - 1993: 東方三俠, dōng fāng sān xiá (The Heroic Trio, HKE) - 1993: 武俠七公主, wǔ xiá qī gōng zhǔ (Holy Weapon, HKE) - 1993: 青蛇, qīng shé (Green Snake, HKE) - 1993: 飛越謎情, fēi yuè mí qíng (Enigma of Love, HKE) - 1993: 射鵰英雄傳之東成西就, shè diāo yīng xing zhuàn zhī dōng chéng xī jiù (The Eagle Shooting Heroes, HKE) - 1993: 神經刀與飛天貓, shén jīng dāo yú fēi tiān māo (Flying Dagger, HKE) - 1993: 追男仔, zhuī nán zǐ (Boys are Easy, HKE) - 1993: 現代豪俠傳, xiàn dài háo xiá zhuàn (Executioners, HKE) - 1993: 廉政第一擊, lián zhèng dì yī jī (First Shot, HKE) - 1993: 濟公, Jì Gōng (Mad Monk, HKE) - 1994: 新同居時代, xīn tóng jū shí dài (In Between*) - 1994: 東邪西毒, dōngxié xīdú (Ashes of Time, HKE) - 1996: 甜蜜蜜, tián mì mì (Hongkong Love Affair, HKE) - 1996: Irma Vep - 1997: 宋家皇朝, sòng jiā huáng cháo (The Soong Sisters, HKE) - 1998: 中國匣, Zhōng guó xiá (Chinese Box, HKE) - 1999: Augustin, Kung-Fu-König (Augustin, roi du Kung-fu) - 2000: 一見鍾情, yī jiàn zhōng qíng (Sausalito*) - 2000: 花樣年華, huāyàng niánhuá (In the Mood for Love) - 2002: 英雄, yīngxióng (Hero) - 2004: Clean - 2004: 2046 - 2010: Hot Summer Days - 2010: Ten Thousand Waves |

## Auszeichnungen (Auswahl)

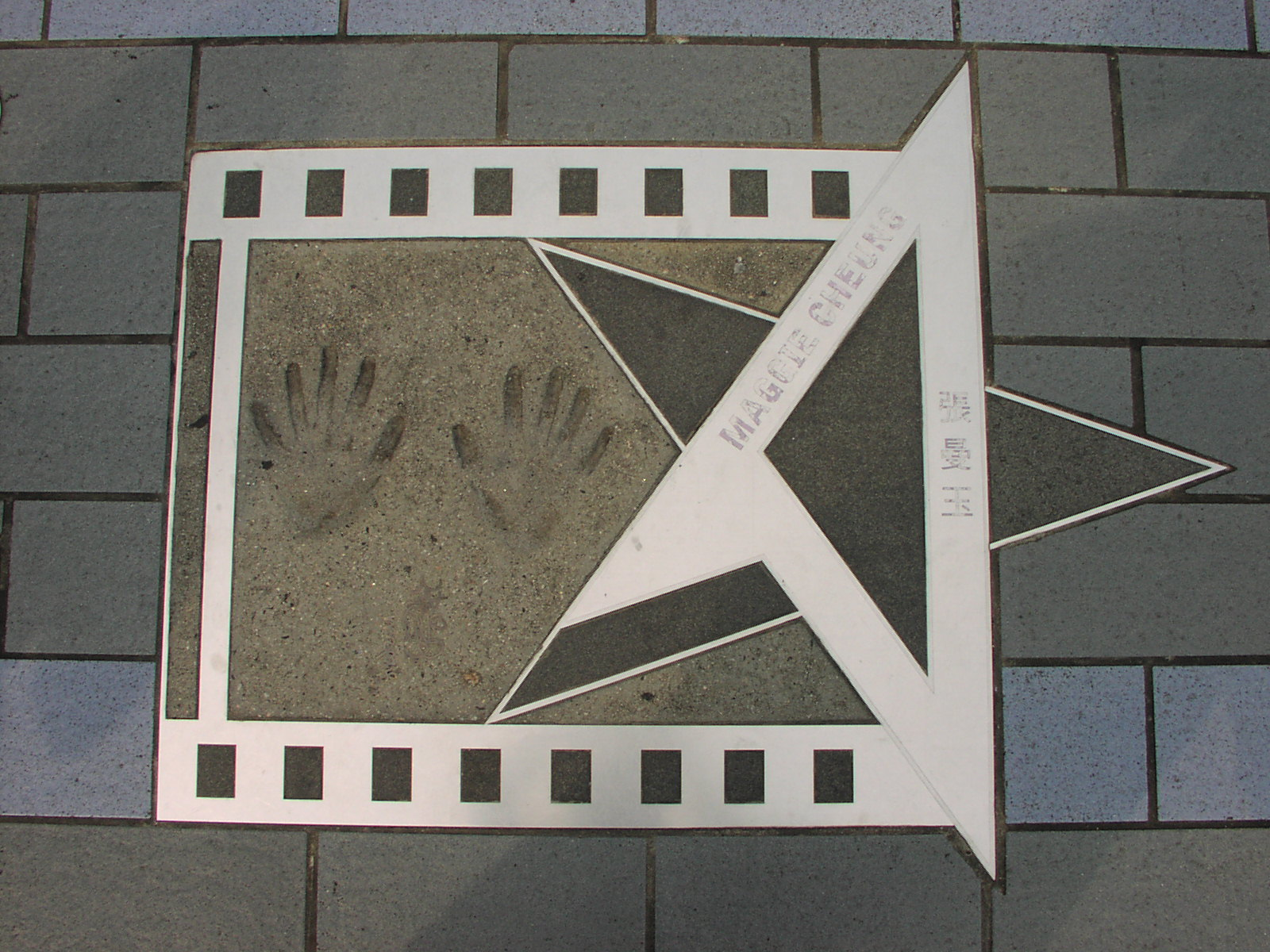
Ehrung auf der AoS in TST in Hongkong, 2007

Internationale Filmfestspiele Berlin
- Beste Schauspielerin, Silberner Bär für Center Stage 阮玲玉 (Berlinale 1992)

Internationale Filmfestspiele von Cannes 2004
- Beste Schauspielerin für Clean

Golden Horse Award des Golden Horse Film Festivals Taipeh, Taiwan
- Beste Schauspielerin, In the Mood for Love 花樣年華 (2000)
- Beste Schauspielerin, für Comrades, Almost a Love Story 甜蜜蜜 (1996)
- Beste Nebenrolle, für Red Dust 滾滾紅塵 (1990)
- Beste Schauspielerin, für Full Moon in New York 人在紐約 (1989)

Hong Kong Film Awards
- Beste Schauspielerin, für In the Mood for Love 花樣年華 (2001)
- Beste Schauspielerin, für The Soong Sisters 宋家皇朝 (1998)
- Beste Schauspielerin, für Comrades, Almost a Love Story 甜蜜蜜 (1996)
- Beste Schauspielerin, für Center Stage 阮玲玉 (1993)
- Beste Schauspielerin, für Farewell China 愛在他鄉的季節 (1991)
- Beste Schauspielerin, für A Fishy Story 不脫襪的人 (1989)